# 臧励龢
臧励龢（1875年—20世纪），字伯纶，又字博纪，号啸云仙史，江苏武进人，清末民初时期辞典编纂学者。

## 生平
- 清末举人，早年曾卒业于常州龙城书院。少有才名，与谢观、陆尔奎、方毅为民国初年之文字改良运动中有名的“武进四杰”。
- 后至上海，在商务印书馆工作，参与各类辞典的编纂。

## 作品
主编有《中国人名大辞典》、《中国古今地名大辞典》、《韩愈文》、《汉魏六朝文》、《战国策》选注、《新体中国地理》等。其中《中国人名大辞典》（1921年商務印書館出版，與方毅等人合編，1947年第九版，1958年重印，收錄中國上古至清朝4萬多個人物，但全書無來源）、《中国古今地名大辞典》（1931年）至今尚无能取代者。
其著作还有《战国策》选注（上海商务印书馆1932年版），根据湖北崇文书局翻印的剡川姚氏本选出。文中不可通的衍文，脱误，参考黄丕烈《札记》、王念孙《读书杂志》及诸家考证修订。所选从“东周”至“中山”共97篇。